# 沃巴什鎮區 (印地安納州帕克縣)
沃巴什鎮區（英語：Wabash Township）是位於美國印地安納州帕克縣的一個行政鎮區。

## 地方資料
根據2010年美國人口普查的數據，沃巴什鎮區的面積為72.00平方千米，當中陸地面積為71.20平方千米，而水域面積為0.80平方千米。當地共有人口818人，而人口密度為每平方千米11.36人。